# Əsədabad
Əsədabad è un comune dell'Azerbaigian situato nel distretto di Yardımlı. Conta una popolazione di 1 137 abitanti.